# Translitteration
For translitteration her på Wikipedia, se Hjælp:Translitteration.
Translitteration er omskrivning af en tekst fra et alfabet til et andet. Translitteration er således en delmængde af transskription. Man tilstræber ofte at lade de to alfabeter modsvare hinanden tegn for tegn eller tegngruppe for tegngruppe.